# キタチカ
キタチカは、名古屋駅周辺に存在する地下街の一つで、サンロードとミヤコ地下街を繋ぐような形で設けられている。旧名称は、新名フード（しんめいフード）。

## 概要
1957年（昭和32年）7月に開業。かつては生鮮食料品中心の店舗が多かったため、フードの名が採用された。
南側にモード学園スパイラルタワーズがあり、西端ではサンロード、東端ではミヤコ地下街と接する。地下街全体が錦通地下に所在し。地下街の下には名古屋市営地下鉄東山線が走っている。
ミヤコ地下街同様に、三井不動産が管理を行っており、モード学園スパイラルタワーズと一体で周囲の発展を目指す目論みがあったとされる。
2021年（令和3年）1月31日、北側に名古屋三井ビルディング北館が竣工。同ビルの地下1階部分と新名フードがデザイン的に融合され、隣接する2つの地下施設を合わせた新名称として同年2月1日より「キタチカ」に改称された。改装により柱や壁面にデジタルサイネージが導入された。